# پیوند عضو
پیوند اندام یا پیوند عضو (به انگلیسی: Organ transplantation) فرآیندی پزشکی است که طی آن اندام یا عضوی سالم از بدن یک فرد زنده یا مرده یا فرد دچار مرگ مغزی برداشته شده و به بدن فردی بیمار دارای عضو معیوب پیوند زده می‌شود. تا کنون پیوند اعضایی چون کلیه، قلب، کبد، روده، لوزالمعده، رحم، ریه و تیموس در انسان با موفقیت انجام شده‌است. بیشترین تعداد پیوند عضو در سراسر جهان پیوند کلیه است و پس از آن پیوند کبد و پیوند قلب، بیشترین پیوندها هستند.
بافت‌هایی که تا کنون با موفقیت پیوند زده شده‌اند عبارت اند از: بافت استخوانی، زردپی، قرنیه، پوست، دریچه‌های قلب، عصب‌ها و سیاهرگ‌ها که از این میان بیشترین تعداد پیوندها مربوط به پیوند قرنیه و پیوند استخوان و پیوند تاندون (زردپی) می‌باشد. بافت‌های پیوندی بر خلاف اعضای پیوندی قابل ذخیره و انجماد تا حداکثر پنج سال می‌باشند. البته در میان این بافت‌ها، بافت قرنیه استثنا بوده و قابل ذخیره نمی‌باشد.

## انواع پیوندینه
انواع پیوندینه‌های رایج عبارت‌اند از:
1. خودپیوندینه (اتوگرافت): یعنی پیوند از شخص به خودش. این نوع پیوند بیشتر مربوط به بافت‌های اضافی بدن، یا بافت‌هایی است که قدرت بازسازی خودشان را دارند. مثل پیوندهای پوستی یا مثلاً برداشتن سیاهرگ از پای بیمار برای بازسازی عروق کرونر قلب.
2. هم‌پیوندینه (الوگرافت): یعنی پیوند عضو یا بافت بین دو جاندار از یک گونه واحد (مثلاً انسان به انسان) که از نظر ژنتیکی با هم یکسان نیستند. بیشتر پیوندها از همین نوع است.
3. همسان‌پیوندینه (ایزوگرافت): یک جور هم‌پیوندینه است با این فرق که دهنده و گیرنده از نظر ژنتیکی همسان هستند؛ مثلاً پیوند بین دوقلوهای همسان. این نوع پیوند از نظر پاسخ دستگاه ایمنی، مانند نوع خودپیوندینه رفتار می‌کند.
4. دگرپیوندینه (زینوگرافت): یعنی پیوند عضو یا بافت بین دو جاندار از دو گونه متفاوت؛ مثلاً پیوند دریچه‌های قلب خوک به انسان.

## در ایران
بیمارستان‌های مجهز برای پیوند اعضاء پس از کسب اجازه کتبی از وزارت بهداشت، درمان و آموزش پزشکی، می‌توانند از اعضای سالم بیماران فوت شده یا بیمارانی که مرگ مغزی آنان بر طبق نظر کارشناسان خُبره مسلم باشد، به شرط وصیت بیمار یا موافقت ولی میت جهت پیوند به بیمارانی که ادامه حیاتشان به پیوند عضو یا اعضای فوق بستگی دارد استفاده نمایند.
این قانون از زمره معدود قوانینی است که بر اساس اصل ۹۴ قانون اساسی بدون اظهار نظر شورای نگهبان به اجرا درآمده است.

### ممنوعیّت پیوند اعضا به غیرایرانیان
در ۱۵ اوت ۲۰۱۵ شورای عالی پیوند اعضا در ایران تصویب کرد که «از این پس جراحی پیوند اعضای بدن به اتباع غیرایرانی در هر شرایطی در ایران ممنوع است.» به تصویب همه اعضای شورا رسید و از اول مهر اجرایی شد. این قانون برای «حفظ حرمت ایرانیان و منافع کشور» وضع شد.
سید حسن قاضی‌زاده هاشمی در ۲ شهریور ۱۳۹۵ از قانون ممنوعیت پیوند عضو ایرانیان به اتباع خارجی دفاع کرد و تأکید کرد که مخالف پیوند عضو از هموطنانش به اتباع خارجی است؛ و اینکه «باید بپذیریم که پیوند اعضای بدن ایرانیان به اتباع خارجی به صلاح عزت و منافع ایرانیان نیست.» در ۱ شهریور ۱۳۹۵ بیان شد که اصلاح این قانون لازم است.